# Базар-Коргон-Бабур
«Базар-Коргон-Бабур» (кирг. Базар-Коргон-Бабур) — киргизський футбольний клуб, який представляє місто Коргон.

## Історія
Футбольний клуб «Базар-Коргон-Бабур» було засновано в місті Коргон. В 1998 році клуб дебютував у Вищій лізі у Групі «Ю», але посів передостаннє 11-те місце та не потрапив до фінального етапу. Найкращим результатом команди в національному кубку стало потрапляння до 1/8 фіналу в сезонах 2008 та 2010 (в цьому сезоні команді зарахували технічну поразку) років.

## Досягнення
- Топ-Ліга (Зона «Б»)
  - 11-те місце (1): 1998

- Кубок Киргизстану
  - 1/8 фіналу (2): 2009, 2010

## Результати виступів у національному кубку
- 1999: 1/16 фіналу (технічна поразка)
- 2008: 1/16 фіналу
- 2009: 1/8 фіналу
- 2010: 1/8 фіналу (технічна поразка)

## Відомі гравці
- Гайрат Абдулажанов
- Бахадир Абідов
- Махаматсали Ахмадалієв
- Хусан Ашуров
- Жумабай Батиров
- Ільхомжан Кабілжанов
- Улугбек Карімов
- Дилмураджон Киргизбаєв
- Мурат Кольгейдиєв
- Мухамаджан Кочкоров
- Талайбек Кулуєв
- Ганижан Мамаюсупов
- Ібрагімжон Нішанов
- Номанжан уулу Набіжан
- В.Нурієв
- Мурзахід Осоров
- Мураджон Режевалієв
- Амірбек Таджиматов
- Кахрамон Таджиматов
- Режевалі Хамракулов